# Московский проспект (Набережные Челны)
Московский проспект (тат. Мәскәү проспекты) — одна из четырёх главных магистралей Нового города в Набережных Челнах. Проходит через Автозаводский и Центральный районы города.

## История
Строительство Московского проспекта велось одновременно со строительством жилых массивов Нового города — в 1970-х гг. Своё название проспект получил в связи с расположением в этом районе большого количества жилых домов, так называемой «московской серии», возведённых специалистами Главмосстроя.

## Расположение и благоустройство
Проспект Московский расположен между проспектом Мира и улицей 40 лет Победы. Проспект берёт своё начало от пересечения с улицей Нариманова и заканчивается в северо-восточной части города пересечением с проспектом Яшьлек. Протяжённость проспекта составляет 8080 метров. Ширина проезжей части — от трёх до четырёх полос в каждую сторону. На протяжении проспекта имеются две двухуровневые развязки (с проспектом Вахитова и проспектом Хасана Туфана), семь подземных пешеходных переходов, а также пять светофоров. Имеется два пересечения с трамвайными путями. Интенсивность движения составляет 1088 авт. в час, пропускная способность — 2975 авт. в час. Экологическую обстановку можно назвать благоприятной. Причиной этому может послужить отсутствие промышленных предприятий. Имеется крупный зелёный массив (парк отдыха «Гренада»), а также множество зеленых насаждений вдоль проспекта и прилегающих улиц.

## Значимые объекты
На Московском проспекте расположены многие социальные объекты: роддом, инфекционная больница, городская поликлиника, профессиональное училище, педколледж, почтовые отделения, деловой центр «Форт-диалог». Гордостью проспекта является расположенный здесь Органный зал, близлежащая территория которого облагорожена и украшена фонтанами. Вдоль проспекта расположились многие продуктовые магазины различного ценового уровня, таких как «Пятерочка», «Народный», «Камилла», «Челны-хлеб», а также магазины бытовой техники «Корпорация Центр», «Ваш дом», «Техносила». На этом же проспекте расположен Автозаводский рынок, с 2000 года — ООО "Торговая компания «Тулпар» — одна из главных торговых точек города. Напротив расположился торговый дом «Дом мебели» с необычным архитектурным сооружением для Набережных Челнов. Более новые веяния строительства напоминает здание торгового центра «Интермакс». Вдоль проспекта расположились и объекты, предназначенные для проведения досуга. Развлекательный центр «Джумба», боулинг-центр «Бомбей», ресторан «Аш-су». Здесь же расположен главный стадион города — Стадион КАМАЗ, на котором проходят все матчи футбольного клуба КАМАЗ.
Любопытно, что строительство обоих наиболее важных социально-культурных объектов на Московском проспекте Набережных Челнов — парка «Гренада» со стадионом и Автозаводского рынка — не было предусмотрено на нынешних местах первоначальным проектом и производилось в 1970-х гг. по инициативе первых жителей Нового города (первый дом был заселён накануне 1972 г.), которым остро не хватало торговой инфраструктуры и мест развлечения и отдыха.
В первое десятилетие XXI века Московский проспект значительно изменился. Построено много домов, торговых центров, и, тем не менее, строительство до сих пор продолжается. В отличие от проспекта Мира, на Московском больше всего расположены жилые микрорайоны. Для проспекта в основном характерны многоэтажные дома, в большинстве случаев это 9- и 12-этажки. Все они относятся различным этапам строительства города, как со времен автогиганта, так и современные многоквартирные жилые дома (начало 1990-х — 54, 56 комплекса, середина 1990-х — 58-й комплекс, конец 1990-х — 53-й комплекс). На сегодняшний день в районе медгородка строятся 19-этажные башни..

## Строительство продолжения проспекта
В перспективных планах города Набережные Челны значится строительство продолжения Московского проспекта и улицы Хади Такташа — отрезка продольной общегородской магистральной улицы регулируемого движения до пересечения с Казанским проспектом, которая обеспечит дополнительную связь между жилыми районами города и разгрузит движение основных транспортных потоков, между «Новой» и «Старой» частями города, по единственной магистрали — Набережночелнинскому проспекту. Длина нового участка составит 7726 метров. Проектная стоимость строительства продолжения Московского проспекта обойдется в 1349 млн рублей. Ширина дороги составит 50 метров в двух направлениях по три полосы. Во время строительства предусмотрены два моста — через реку Челнинку и железнодорожный мост через Автомобильную дорогу. На пересечении проспекта Московский и улицы Нариманова, улиц Хади Такташа и Низаметдинова, Сармановского тракта и улицы Хади Такташа, проспекта Казанский и улицы Хади Такташа будет установлено светофорное регулирование.
Кроме этого, в соответствии с имеющимися планами развития трамвайного движения, предполагается строительство продолжения трамвайных путей по Московскому проспекту — от пересечения Московский — Беляева до пересечения Московский — Королёва

## Общественный транспорт
Общественный транспорт на Московском проспекте представлен автобусами, маршрутными такси и трамваями: